# Finsk Arkitekturtidskrift

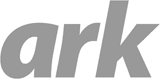
Tidskriftens logotyp.

Finsk Arkitekturtidskrift (Arkkitehti) är en tidskrift utgiven av Finlands Arkitektförbund
Finsk Arkitekturtidskrift, som ursprungligen var svenskspråkig, ingick mot slutet av 1800-talet som en del av Tekniska Föreningens i Finland Förhandlingar och blev en självständig tidskrift 1904. Den är Finlands äldsta tidskrift för byggbranschen och en av de äldsta arkitekturtidskrifterna i världen. Tidskriften var temporärt nedlagd från 1919 till 1921, då Finlands arkitektförbund bildade Oy Arkkitehti-Arkitekten Ab för utgivning av tidskriften i förbundets regi. Den fungerar som språkrör för den finska arkitekturen och har stor internationell spridning samt bidrar på så sätt till att sprida bilden av Finland som ett högklassigt arkitektur- och formgivningsland. 